# Okigata tōrō
Okigata tōrō (置燈籠) (letterlijk: kleine lantaarn) is een verplaatsbare, 'zittende' of pootloze ishi-dōrō met een grote verscheidenheid aan vormen. 
Oki-dōrō is een traditionele stenen Japanse lantaarn, bestaande uit een dak (kasa) met daarop meestal een bloemknopvormige hōju, daaronder een vuurkamer (hibukuro), en geheel beneden soms met een middenplatform (chūdai), maar een schacht (sao) en sokkel (kiso) ontbreken. De lantaarns rusten direct op de grond en zijn op geen enkele manier bevestigd. Deze 'zittende', stenen lantaarns vertonen sterke gelijkenis met tsurigata tōrō, metalen, hangende lantaarns als die zijn neergezet. Ze lijken achtergelaten om op de grond te rusten. Het dak, de vuurkamer en het middenplatform kunnen rond zijn, vierhoekig, zeshoekig of soms nog anders.
Oki-dōrō wordt ter decoratie gebruikt voor het verlichten rond huisingangen, van paden en van gebieden in de buurt van gebouwen, bij oevers of aan het water. Deze lantaarns kunnen duidelijk gezien worden vanaf rotsen of een boot, en boten gebruiken ze voor verlichting.
De 'kaaplantaarn' (misaki tōrō) en 'bol-lantaarns' (temari-dōrō) zijn voorbeelden van dit type okigata tōrō. Sankō-dōrō is een voorbeeld van een doosvormige oki-dōrō.
Verdere typen oki-dōrō zijn onder andere: Akari oki-dōrō, Hakkaku oki-dōrō, Kaori-ji oki-dōrō, Kusaya oki-dōrō, Misaki oki-dōrō, Rokkaku oki-dōrō, Sunshoan oki-dōrō
| Traditionele lantaarns in Japan, hoofdgroepen. | Traditionele lantaarns in Japan, hoofdgroepen. | Traditionele lantaarns in Japan, hoofdgroepen. | Traditionele lantaarns in Japan, hoofdgroepen. | Traditionele lantaarns in Japan, hoofdgroepen. | Traditionele lantaarns in Japan, hoofdgroepen. |
| Onderdelen tōrō                                | Onderdelen tōrō                                | Onderdelen tōrō                                | Traditionele materialen                        | Traditionele materialen                        | Traditionele materialen                        |
| ---------------------------------------------- | ---------------------------------------------- | ---------------------------------------------- | ---------------------------------------------- | ---------------------------------------------- | ---------------------------------------------- |
| platform, sokkel                               | schacht, zuil                                  | opmerkingen                                    | steen ↓ Ishi-dōrō ↓                            | metaal ↓ Kana dōrō ↓                           | hout, bamboe                                   |
| kiso, dai, jirin                               | sao                                            | \| plat- form- lan- taarns \| → Dai-dōrō → \|  | Tachigata tōrō                                 | Kinzoku tōrō                                   | Mokusei tōrō                                   |
| kiso, dai, jirin                               | sao                                            | \| plat- form- lan- taarns \| → Dai-dōrō → \|  | Nozura-dōrō                                    | Kinzoku tōrō                                   | Mokusei tōrō                                   |
| –                                              | ingegraven                                     | schachtlantaarns                               | Ikekomigata tōrō                               | …                                              | Mokusei tōrō                                   |
| → 1-6 benen                                    | → 1-6 benen                                    | kasa groot                                     | Yukimigata tōrō                                | …                                              | Andon Bonbori Chōchin                          |
| –                                              | –                                              |                                                | Okigata tōrō                                   | Tsurigata tōrō                                 | Andon Bonbori Chōchin                          |
| aangepaste pagode (tō)                         | aangepaste pagode (tō)                         | aangepaste pagode (tō)                         | Tōgata tōrō                                    | Tōgata tōrō                                    | Andon Bonbori Chōchin                          |
| plat- form- lan- taarns                        | → Dai-dōrō →                                   |                                                |                                                |                                                |                                                |

| Oki-dōrō - verplaatsbare, zittende lantaarns                                  |
| ----------------------------------------------------------------------------- |
| - Als kaaplantaarn (misaki tōrō) bij het water geplaatste oki-dōrō - Oki-dōrō |

## Misaki tōrō
Misaki tōrō (岬燈籠) wordt kaaplantaarn genoemd wegens de toepassing aan de waterkant. 
Misaki tōrō is een stenen, meestal pootloze lantaarn (oki-dōrō) op de top van een rots of heuveltje (als een kaap of landtong) aan de rand van een vijver. Het werd oorspronkelijk nachts gebruikt voor de verlichting tijdens pleziervaarten.

## Temari-dōrō
Temari-dōrō (手鞠燈籠) of bol-lantaarn is een type pootloze lantaarn (oki-dōrō), slechts bestaande uit onderdelen vanaf het platform (chūdai) omhoog. De naam komt van de gelijkenis van de vuurkamer (hibukuro) met een traditionele bal van opgewikkeld draad (temari). 
Temari-dōrō was populair in de Edo-periode.

## Sankō-dōrō
Sankō-dōrō (三光灯籠), 'drie-lichten lantaarn', is ongewone lantaarnstijl die gevonden kan worden langs de vijver in Katsura Rikyū in Kyoto.
Sankō-dōrō is een kleine, verplaatsbare, rechthoekig doosvormige lantaarn met een laag dak. De binnenkant lijkt eruit geschept en is bedekt met een dak (kasa). Een zon en een maan zijn uitgesneden aan de twee lange zijden (nakaku) van de vuurkamer (hibukuro) en aan een van de kortere zijden is een stervormig venster (ensō) om de vlam aan te steken. Het dak (kasa), dat dient als de paraplu of dak en is afgeschuind. De zon, halve maan en ster worden de "drie lichten" genoemd.
Deze lantaarn wordt meestal in de buurt van water geplaatst en is ontworpen om het pad voor een voetganger te verlichten nadat hij de vijver was overgestoken en uit de boot was gestapt.